# 亚特兰大地铁
亚特兰大地铁（英語：MARTA rail）是在美国乔治亚州亚特兰大都市区由亚特兰大都市区快速运输局运营的地铁系统。现在该地铁系统长79.2公里，有38个车站。市区部分主要为隧道，有14公里，10个站；高架部分30公里，10个站；地面部分37公里，17个站。亚特兰大地铁的所有车站都有编号，除了处于地铁网络正中央的总换乘站Five Points。车站有183米长，可供8节编组的列车停靠。亚特兰大地铁有两条主干线路，最早曾叫做南北线及东西线，2009年的时候根据支线的数量，改以颜色标注四条线路，分别是红线、金线、蓝线、绿线。

## 路線

### 红线
红线与金线共用主干线路，在北端有五个独立的车站。红线及金线南端皆可抵达亚特兰大机场。

### 金线
金线最早曾被叫做“黄线”，但是因为担心会引起亞裔社會不满，后来就改称金线。金线与红线共用主干线路，在北端有四个独立的车站。红线及金线南端皆可抵达亚特兰大机场。

### 蓝线
蓝线与绿线共用主干线路，在西端有两个独立的车站，在东端有五个独立的车站。

### 绿线
绿线与蓝线共用主干线路，在西端有一个独立的车站。